# Polycelis felina
Polycelis felina är en plattmaskart som först beskrevs av Dalyell 1814.  Polycelis felina ingår i släktet Polycelis och familjen Planariidae. Arten har ej påträffats i Sverige. Inga underarter finns listade i Catalogue of Life.